# Galloanserae
Galloanserae es un clado de aves neognatas compuesto por los grupos Galliformes y Anseriformes, los cuales presentan una distribución cosmopolita. Debido a las similitudes anatómicas y moleculares se estableció que estos dos clados están emparentados evolutivamente y se incluyeron juntos en Galloanserae que fue inicialmente denominado Galloanseri. Este clado es apoyado además por otros estudios morfológicos y de datos de secuencia de ADN así como por datos de presencia/ausencia de retrotransposones. Los miembros de Galloanserae son las aves más importantes en la alimentación humana como aves domésticas, y también como aves de caza. Gallinas, pavos, pintadas, faisanes, perdices, codornices, patos, gansos y otras aves similares pertenecen a este grupo.

## Características
Ecológicamente es un grupo extremadamente diverso y consecuentemente, en la adaptación a los diferentes estilos de vida, también es diverso morfológicamente y conductualmente, sin embargo existen algunas características evidentes que unen a Galliformes y Anseriformes. Muchas de éstas, sin embargo, son plesiomórficas para todo Neornithes, y son también compartidas con Paleognathae.
- Las aves en Galloanserae son muy prolíficas; regularmente producen nidadas de más de 5 o incluso más de 10 huevos, lo que es mucho para aves tan grandes. Por ejemplo las aves de presa y las palomas rara vez ponen más de dos huevos.
- Mientras la mayoría de las aves vivientes son monógamas, al menos durante la estación de cría, muchos miembros de Galloanserae notoriamente son poligínicos o polígamos. Para los ornitólogos, esto es particularmente bien conocido en los patos. El público general está más familiarizado con los hábitos polígamos del gallo doméstico en el corral, donde sólo uno o dos se mantienen junto a todo un harén de hembras.

- La hibridación es extremadamente frecuente en Galloanserae, y pueden entrecruzarse géneros con relativa facilidad, comparando con otras aves donde no suelen verse híbridos genéricos viables. Los guineos producen híbridos al cruzarse con y gallos domésticos y con pavorreales con los que no están muy estrechamente relacionados dentro de Galliformes. Esto es un factor importante en la complicación de los estudios de parentesco basados en análisis de secuencia de ADN mitocóndrico de estas aves. La subespecie de Ánade Azulón que vive en América del Norte, por ejemplo, aparentemente es mayormente derivada de algunos machos que llegaron de Siberia, se asentaron, y aparearon con hembras de ancestros del Ánade Sombrío.[4]

- Los jóvenes en Galloanserae son notablemente precoces. Los jóvenes de Anseriformes son capaces de nadar y bucear pocas horas después de la eclosión y los polluelos de los talégalos están completamente emplumados y capacitados para volar inclusive distancias prolongadas tan pronto salen del cascarón y de su nido monticular.

## Sistemática y evolución
De los escasos fósiles que se han descubierto hasta ahora, se acepta actualmente la conclusión de que al final del Cretácico ya estaban ampliamente distribuidos —de hecho era el grupo predominante de las aves modernas—. Fósiles como los de Vegavis indican que anseriformes esencialmente modernas— aunque pertenecientes a linajes ya extintos— eran contemporáneas de los dinosaurios (no avianos). En oposición a las bastante conservadoras Galliformes, las Anseriformes se han adaptado a la alimentación por filtración y se caracterizan por un gran número de autapomorfismos relacionados con este estilo de vida. Anteriormente, los sistemas de alimentación extremadamente avanzados de Anseriformes, junto con las similitudes del anseriforme primitivo Presbyornis con las aves limícolas, habían llevado a algunos científicos a asociarlas en vez con Charadriiformes. Sin embargo, Galloanserae continúa aceptándose como linaje evolutivo genuino por una vasta mayoría de científicos dado que estudios posteriores han apoyado fuertemente su existencia.
Galloanserae incluye, además de los órdenes vivientes mencionados, al orden extinto, probablemente prehistórico, Gastornithiformes.
|  | Anhimidae                                                  |
|  |                                                            |
|  | \| \| Anseranatidae \| \| \| \| \| \| Anatidae \| \| \| \| |
|  |                                                            |
|  | Anseranatidae                                              |
|  |                                                            |
|  | Anatidae                                                   |
|  |                                                            |

|  | Anseranatidae |
|  |               |
|  | Anatidae      |
|  |               |

|  | Numididae                                                      |
|  |                                                                |
|  | \| \| Odontophoridae \| \| \| \| \| \| Phasianidae \| \| \| \| |
|  |                                                                |
|  | Odontophoridae                                                 |
|  |                                                                |
|  | Phasianidae                                                    |
|  |                                                                |

|  | Odontophoridae |
|  |                |
|  | Phasianidae    |
|  |                |

|  | Numididae                                                      |
|  |                                                                |
|  | \| \| Odontophoridae \| \| \| \| \| \| Phasianidae \| \| \| \| |
|  |                                                                |
|  | Odontophoridae                                                 |
|  |                                                                |
|  | Phasianidae                                                    |
|  |                                                                |

|  | Odontophoridae |
|  |                |
|  | Phasianidae    |
|  |                |

|  | Numididae                                                      |
|  |                                                                |
|  | \| \| Odontophoridae \| \| \| \| \| \| Phasianidae \| \| \| \| |
|  |                                                                |
|  | Odontophoridae                                                 |
|  |                                                                |
|  | Phasianidae                                                    |
|  |                                                                |

|  | Odontophoridae |
|  |                |
|  | Phasianidae    |
|  |                |

|  | Numididae                                                      |
|  |                                                                |
|  | \| \| Odontophoridae \| \| \| \| \| \| Phasianidae \| \| \| \| |
|  |                                                                |
|  | Odontophoridae                                                 |
|  |                                                                |
|  | Phasianidae                                                    |
|  |                                                                |

|  | Odontophoridae |
|  |                |
|  | Phasianidae    |
|  |                |

|  | Anhimidae                                                  |
|  |                                                            |
|  | \| \| Anseranatidae \| \| \| \| \| \| Anatidae \| \| \| \| |
|  |                                                            |
|  | Anseranatidae                                              |
|  |                                                            |
|  | Anatidae                                                   |
|  |                                                            |

|  | Anseranatidae |
|  |               |
|  | Anatidae      |
|  |               |

|  | Numididae                                                      |
|  |                                                                |
|  | \| \| Odontophoridae \| \| \| \| \| \| Phasianidae \| \| \| \| |
|  |                                                                |
|  | Odontophoridae                                                 |
|  |                                                                |
|  | Phasianidae                                                    |
|  |                                                                |

|  | Odontophoridae |
|  |                |
|  | Phasianidae    |
|  |                |

|  | Numididae                                                      |
|  |                                                                |
|  | \| \| Odontophoridae \| \| \| \| \| \| Phasianidae \| \| \| \| |
|  |                                                                |
|  | Odontophoridae                                                 |
|  |                                                                |
|  | Phasianidae                                                    |
|  |                                                                |

|  | Odontophoridae |
|  |                |
|  | Phasianidae    |
|  |                |

|  | Numididae                                                      |
|  |                                                                |
|  | \| \| Odontophoridae \| \| \| \| \| \| Phasianidae \| \| \| \| |
|  |                                                                |
|  | Odontophoridae                                                 |
|  |                                                                |
|  | Phasianidae                                                    |
|  |                                                                |

|  | Odontophoridae |
|  |                |
|  | Phasianidae    |
|  |                |

|  | Numididae                                                      |
|  |                                                                |
|  | \| \| Odontophoridae \| \| \| \| \| \| Phasianidae \| \| \| \| |
|  |                                                                |
|  | Odontophoridae                                                 |
|  |                                                                |
|  | Phasianidae                                                    |
|  |                                                                |

|  | Odontophoridae |
|  |                |
|  | Phasianidae    |
|  |                |

Cladograma basado en Hackett et al. (2008).